# Nadejda Mikhalkova
Nadejda Nikititxna Mikhalkova (en rus Надежда Никитична Михалкова) (Moscou, 27 de setembre de 1986) és una actriu i productora de cinema russa.

## Biografia
Nadejda és la filla petita, de tres germans, de l'actor i director de cinema Nikita Mikhalkov i la dissenyadora de moda Tatiana Ievguenievna Mikhalkova. Els seus germans Artiom i Anna son també actors. Nadejda, a l'edat de sis anys va interpretar el paper de Nadia Kotova a la pel·lícula Cremat pel sol dirigida pel seu pare, qui també va fer de pare de Nadia en la pel·lícula. La pel·lícula va rebre el Gran Premi (Festival de Canes) i el Oscar a la millor pel·lícula de parla no anglesa, entre molts altres honors.
Nadejda va fer una breu aparició a la pel·lícula de 1999 El Barber de Siberia, també dirigida per Nikita Mikhalkov. El 2000 a la pel·lícula El president i la seva neta dirigida per Tigran Keossaian, Mikhalkova va fer el paper de dues germanes bessones. El 2008 es va graduar a l'Escola de Periodisme Internacional a l'(МГИМО, Instituto Estatal de Relaciones Internacionales de Moscú). Ella repetirà el seu paper com Nadia Kotova, ara una adolescent, a la pel·lícula Cremada pel Sol 2 de 2010.
Mikhalkova es va casar amb el director i productor Revaz Guiguineixvili. Van tenir una filla que va néixer a Moscou el 21 de maig de 2011.

## Filmografia
| Any  | Pel·lícula                   | Títol original                    | Funció                  | Notes                  |
| ---- | ---------------------------- | --------------------------------- | ----------------------- | ---------------------- |
| 1993 | Anna: de 6 a 18              | Анна от 6 до 18                   | Nadia                   | Documental, sobre ella |
| 1994 | Cremat pel sol               | Утомлённые солнцем                | Nadia Kotova            | Debut al cinema        |
| 1999 | El Barber de Siberia         | Сибирский цирюльник               | Noia a la Fira          | sense acreditar        |
| 2000 | El president i la seva neta  | Президент и его внучка            | Masha i la seva bessona |                        |
| 2010 | Cremat pel Sol 2: Èxode      | Утомлённые солнцем 2: Предстояние | Nadia Kotova            |                        |
| 2011 | Cremat pel Sol 2: Ciutadella | Утомлённые солнцем 2: Цитадель    | Nadia Kotova            |                        |